# Lotus glaber
Lotus glaber é uma espécie de planta com flor pertencente à família Fabaceae. 
A autoridade científica da espécie é Mill., tendo sido publicada em The Gardeners Dictionary: . . . eighth edition Lotus no. 3. 1768.

## Portugal
Trata-se de uma espécie presente no território português, nomeadamente nas Ilhas
Em termos de naturalidade é nativa da região atrás indicada.

## Protecção
Não se encontra protegida por legislação portuguesa ou da Comunidade Europeia.